# Embelia racemosa
Embelia racemosa là một loài thực vật có hoa trong họ Anh thảo. Loài này được (Hassk.) Hassk. ex Scheff. mô tả khoa học đầu tiên năm 1867.